# Adrenalina
«Adrenalina» (с англ. — «Адреналина», от слова «Адреналин») — песня итальянской певицы Сенит, выпущенная 8 марта 2021 года на лейбле Panini S.p.A., представлявшая Сан-Марино во второй раз на «Евровидении-2021». Версия с вокалом от американского рэпера Flo Rida была выпущена 12 марта 2021 года.

## Евровидение
16 мая 2020 года телевещатель Сан-Марино RTV подтвердил, что Сенит будет представлять Сан-Марино на конкурсе 2021 года. Фрагмент записи Сенит был опубликован 7 марта 2021 года, показав, что Флоу Райда будет фигурировать в этой песне. Однако команда Сан-Марино, стоявшая за этой записью, заявила, что «Фло Рида был частью постановки и фигурирует в музыкальном клипе, но ещё не решено, примет ли он участие на сцене в Роттердаме. Рэп-часть в любом случае останется».
65-й конкурс песни Евровидение состоялся в Роттердаме (Нидерланды) и состоял из двух полуфиналов 18 мая и 20 мая 2021 года, а также финала 22 мая 2021 года. 17 ноября 2020 года было объявлено, что Сан-Марино выступит в первой половине второго полуфинала конкурса.
После долгих размышлений о том, выступит ли Флоу Райда лично, было официально объявлено 18 мая 2021 года, всего за два дня до того, как Сенит должна была принять участие во втором полуфинале 20 мая, что музыкант прибыл в Роттердам и присоединился к Сенит на сцене.

## Список композиций
| №  | Название                       | Длительность |
| -- | ------------------------------ | ------------ |
| 1. | «Adrenalina»                   | 2:51         |
| 2. | «Adrenalina» (karaoke version) | 2:51         |

| №  | Название                          | Длительность |
| -- | --------------------------------- | ------------ |
| 1. | «Adrenalina» (featuring Flo Rida) | 2:59         |